# Open 13 Provence 2019 - Qualificazioni singolare
Le qualificazioni del singolare dell'Open 13 Provence 2019 sono state un torneo di tennis preliminare per accedere alla fase finale della manifestazione. I vincitori dell'ultimo turno sono entrati di diritto nel tabellone principale. In caso di ritiro di uno o più giocatori aventi diritto a questi sono subentrati i lucky loser, ossia i giocatori che hanno perso nell'ultimo turno ma che avevano una classifica più alta rispetto agli altri partecipanti che avevano comunque perso nel turno finale.

## Teste di serie
1. Ilya Ivashka (primo turno)
2. Grégoire Barrère (ultimo turno, lucky loser)
3. Ruben Bemelmans (primo turno)
4. Sergiy Stakhovsky (ultimo turno, lucky loser)

1. Simone Bolelli (qualificato)
2. Matthias Bachinger (qualificato)
3. Lukáš Rosol (primo turno)
4. Constant Lestienne (qualificato)

## Qualificati
1. Simone Bolelli
2. Jahor Herasimaŭ

1. Matthias Bachinger
2. Constant Lestienne

### Lucky loser
1. Serhij Stachovs'kyj

1. Grégoire Barrère

## Tabellone

### Legenda
| - Q = Qualificato - WC = Wild card - LL = Lucky loser | - ALT = Alternate - SE = Special Exempt - PR = Protected Ranking | - w/o = Walkover - r = Ritirato - d = Squalificato |

### Sezione 1
|  | Primo turno | Primo turno      | Primo turno      | Primo turno | Primo turno |  |  | Ultimo turno | Ultimo turno   | Ultimo turno   | Ultimo turno | Ultimo turno |  |
|  |             |                  |                  |             |             |  |  |              |                |                |              |              |  |
|  | 1           | Ilya Ivashka     | Ilya Ivashka     | 2           | 4           |  |  |              |                |                |              |              |  |
|  | WC          | Maxime Janvier   | Maxime Janvier   | 6           | 6           |  |  | WC           | Maxime Janvier | Maxime Janvier | 4            | 5            |  |
|  | WC          | Alexandre Müller | Alexandre Müller | 4           | 4           |  |  | 5            | Simone Bolelli | Simone Bolelli | 6            | 7            |  |
|  | 5           | Simone Bolelli   | Simone Bolelli   | 6           | 6           |  |  |              |                |                |              |              |  |

### Sezione 2
|  | Primo turno | Primo turno      | Primo turno      | Primo turno | Primo turno |  |  | Ultimo turno | Ultimo turno     | Ultimo turno     | Ultimo turno | Ultimo turno |  |
|  |             |                  |                  |             |             |  |  |              |                  |                  |              |              |  |
|  | 2           | Grégoire Barrère | Grégoire Barrère | 6           | 6           |  |  |              |                  |                  |              |              |  |
|  |             | Sebastian Ofner  | Sebastian Ofner  | 4           | 4           |  |  | 2            | Grégoire Barrère | Grégoire Barrère | 2            | 5            |  |
|  |             | Egor Gerasimov   | 6                | 4           | 6           |  |  |              | Egor Gerasimov   | Egor Gerasimov   | 6            | 7            |  |
|  | 7           | Lukáš Rosol      | 4                | 6           | 3           |  |  |              |                  |                  |              |              |  |

### Sezione 3
|  | Primo turno | Primo turno        | Primo turno     | Primo turno | Primo turno |  |  | Ultimo turno | Ultimo turno       | Ultimo turno       | Ultimo turno | Ultimo turno |  |
|  |             |                    |                 |             |             |  |  |              |                    |                    |              |              |  |
|  | 3           | Ruben Bemelmans    | Ruben Bemelmans | 5           | 4           |  |  |              |                    |                    |              |              |  |
|  |             | Aleksej Vatutin    | Aleksej Vatutin | 7           | 6           |  |  |              | Aleksej Vatutin    | Aleksej Vatutin    | 6            | 4            |  |
|  |             | Oscar Otte         | 3               | 3           | r           |  |  | 6            | Matthias Bachinger | Matthias Bachinger | 7            | 6            |  |
|  | 6           | Matthias Bachinger | 6               | 4           |             |  |  |              |                    |                    |              |              |  |

### Sezione 4
|  | Primo turno | Primo turno        | Primo turno | Primo turno | Primo turno |  |  | Ultimo turno | Ultimo turno       | Ultimo turno | Ultimo turno | Ultimo turno |  |
|  |             |                    |             |             |             |  |  |              |                    |              |              |              |  |
|  | 4           | Sergiy Stakhovsky  | 4           | 6           | 6           |  |  |              |                    |              |              |              |  |
|  |             | Mirza Bašić        | 6           | 1           | 3           |  |  | 4            | Sergiy Stakhovsky  | 5            | 6            | 5            |  |
|  | Alt         | Mats Moraing       | 5           | 6           | 3           |  |  | 8            | Constant Lestienne | 7            | 1            | 7            |  |
|  | 8           | Constant Lestienne | 7           | 4           | 6           |  |  |              |                    |              |              |              |  |